# 罗马尼亚反共抵抗运动
罗马尼亚反共抵抗运动是1940年代末至1950年代期間，羅馬尼亞境內武装反抗尼古拉·齐奥塞斯库政权的暴動，尼古拉·齐奥塞斯库政权则将这些抵抗者视作土匪。當時曾有几支小型武装组织躲藏在喀尔巴阡山脉山区，他们有时自称为法外之徒 ，有些人甚至能躲避当局围剿达十年之久。1962年，尼古拉·齐奥塞斯库政权在巴納特的山区将最后的抵抗者消滅。前東方集團中，发生在罗马尼亚的抵抗运动是一场历时相对较长的武装运动。直到1989年羅馬尼亞革命后，关于反共武装抵抗的细节才为公众所知晓。